# チチェスター・カレッジ
チチェスター・カレッジ (Chichester College) は、イングランドのウェスト・サセックス州チチェスターにある、継続教育のカレッジ。プルバラ近傍のブリンズベリ (Brinsbury) に第二キャンパスがある。イングランドで最大規模のカレッジの連合体であるコラブ・グループの一員になっている。2017年にクローリー・カレッジ（かつてのセントラル・サセックス・カレッジ、Central Sussex College）と合併し、サセックスにおいて最大のカレッジ・グループを形成している。
チチェスター・カレッジには2万人以上の学生が在籍しており、そのうち 5,000人以上がフルタイムの学生であるが、フルタイムのうち 4,000人ほどは16歳から18歳、1,000人ほどが19歳以上で、数百名は大学相当の課程を履修している。学生は多様な科目を選択でき、一般教育修了上級レベル（Aレベル）の科目（およそ 900人が履修）や、 商業技術教育委員会 (BTEC) ディプロマのレベル3（Aレベル相当の職業教育資格）をはじめ、若者や成人に職業生活を準備させる様々な職業資格を与える課程が用意されている。
ブリンズベリ・キャンパスは、570エーカー（およそ228ヘクタール）の敷地に、商業的に運営されている農場があり、酪農のほか、牛、羊、豚の飼育や、耕作がおこなわれており、そのすべてが実践的な教育の場として活用されている。
教育監査局は、2014年に、チチェスター・カレッジに「抜群 (Outstanding)」の評価を与えている。

## 歴史
チチェスター・カレッジは、ウェスト・サセックス州南西部において、学術、商業、科学、技術、リクリエーション、成人教育など多様な教育にあたる大規模な中核施設として、1964年に開学した。カレッジは、チチェスター大聖堂の南西側で聖堂が見えるウェストゲイト・フィールズ (Westgate Fields) にあり、マーケット・クロスから半マイル（およそ800メートル）ほどの位置にある。
ウェスト・サセックス州内にあるブリンズベリ・キャンパスは、ブルバラの北3マイル（およそ4.8キロメートル）ほどの場所にある。ウェスト・サセックス州の農業教育センターとして開設され、第二次世界大戦中は「ランド・ガールズ (Land Girls)」と称された婦人農耕部隊の基地となっていた。1966年には、ウェスト・サセックス農業学校 (West Sussex School of Agriculture) が正式に開設された。その後、1998年には、ブリンズベリ・カレッジ (Brinsbury College) となり、2002年にチチェスター・カレッジへ統合された。
1972年2月23日、デヴィッド・ボウイは、ジギー・スターダスト・ツアーの一環としての公演を、チチェスター・カレッジでおこなった。

## 施設
2つのキャンパスにある施設には、実験室、教室、図書館、コンピュータ施設などのほか、職業教育のための様々な特殊施設がある
- iMedia 室、美術室、写真用暗室、展示空間
- First Steps nurseries：カレッジが所有する保育施設のチェーン
- Anglia Examinations：留学生のための英語試験を行うカレッジ傘下の会社
- Burlington English language room ほか、語学教育施設
- ガス関係の訓練施設
- 理美容院17
- 訓練用厨房、訓練用食堂2か所：カフェ19、レストラン64（高級料理：fine dining）
- The Riverside Theatre：録音スタジオ、リサイタル・ホール、その他多数のリハーサル室
- ダンス、ドラマ用スタジオ
- 航空機（先頭部分、コックピット、ギャラリーおよび前部座席の部分）- 客室乗務員訓練用
- 全天候型の運動場、スポーツ・センター（クライミングウォールを含む）
- 厩舎、屋内乗馬学校、屋外乗馬学校2か所（ブリンズベリ・キャンパス）
- 小動物用施設（ブリンズベリ・キャンパス）
- 犬のグルーミング施設（ブリンズベリ・キャンパス）
- 自動車、二輪車等の作業場
- 加熱炉
- 建設関係の作業場